# Dryobotodes variegata
Dryobotodes variegata är en fjärilsart som beskrevs av Tutt 1892. Dryobotodes variegata ingår i släktet Dryobotodes och familjen nattflyn. Inga underarter finns listade i Catalogue of Life.